# Onda Rambla
Onda Rambla es una cadena de radio privada que emite en Cataluña, España, desde 1987. Fue propiedad del periodista y empresario Luis del Olmo y estuvo vinculada programáticamente a Punto Radio hasta 2004, año en que fue absorbida por dicha cadena. 
En marzo de 2013, El grupo Vocento, propietario de la Cadena ABC Radio (anteriormente Punto Radio o ABC-Punto Radio), anunció el fin de sus emisiones, y alquiló sus postes a la Cadena COPE. 
- Sus estudios están ubicados en la avenida Diagonal de Barcelona.

- Protagonistas siempre por Onda Rambla y emisoras asociadas según año de lunes a viernes:
  - Desde septiembre de 1987 y hasta junio de 2009 el programa Protagonistas presentado y dirigido por Luis del Olmo se emitía de 6:00 a 12:30.
  - Desde septiembre de 2009 a junio de 2011:
    - Protagonistas a primera hora: 6:00 a 9:30 con Félix Madero
    - Protagonistas a segunda hora: 9:30 a 12:30 con Luis del Olmo.

  - Desde septiembre de 2011 a junio de 2013:
    - Protagonistas a primera hora: de 6:00 a 10:30 con Melchor Miralles
    - Protagonistas a segunda hora: de 10:30 a 12:30 con Luis del Olmo.

  - Desde septiembre de 2013 y hasta que cerró ABC Punto Radio le sustituyó en la dirección y como locutor principal: Melchor Miralles y hasta se cambió el nombre del programa por Cada mañana sale el sol. De 6:00 a 12:30.

- Actualmente emite programación nacional de COPE y Autonómica de Onda Rambla para Cataluña y Andorra.

- Agosto de 1987 a agosto de 1991: COPE/Onda Rambla Cataluña y Andorra
- Septiembre de 1991 a agosto de 2004: Onda Cero/Onda Rambla Cataluña y Andorra
- Septiembre de 2004 a 24 de octubre de 2011: Punto Radio/Onda Rambla Cataluña y Andorra
- 24 de octubre de 2011 a febrero de 2013: ABC Punto Radio/Onda Rambla Cataluña y Andorra
- Marzo de 2013 hasta la actualidad: COPE/Onda Rambla Cataluña y Andorra
- En Cataluña desde marzo de 2013 hasta la actualidad todas las frecuencias en FM, AM, TDT, internet, etcétera de Punto Radio, ABC Punto Radio y Onda Rambla en la actualidad se escucha COPE/Onda Rambla Cataluña y Andorra.

## Historia

### Precedentes
Onda Rambla tiene su precedente en Radio Popular de Barcelona. Esta emisora, que emitía la programación de la Cadena COPE por la FM de Barcelona, fue creada en agosto de 1987 por el periodista Luis del Olmo, quien por entonces presentaba el programa Protagonistas en la cadena de la Conferencia Episcopal.
- Agosto de 1987 a agosto de 1991: COPE/Onda Rambla Cataluña y Andorra.

### Onda Rambla-Onda Cero
El verano de 1991 Del Olmo abandona la COPE y se incorpora a la cadena Onda Cero, al tiempo que crea Onda Rambla, gracias a la concesión de una frecuencia de FM a la empresa Onda Condal, propiedad de Luis del Olmo. Gracias al acuerdo con Del Olmo, Onda Cero puede emitir parte de su programación en Cataluña (donde no dispone de licencias de emisión en FM) a través de Onda Rambla. Por su parte, Luis del Olmo realiza el programa Protagonistas desde los estudios de Onda Rambla Barcelona para todas la emisoras de Onda Cero en España. Durante esta etapa, en que emite oficialmente como Onda Rambla-Onda Cero, nuevas emisoras se van incorporando a la cadena, hasta sumar once frecuencias con las que prácticamente cubre todo el territorio de Cataluña.
- Septiembre de 1991 a agosto de 2004: Onda Cero/Onda Rambla Cataluña y Andorra.

### Onda Rambla-Punto Radio
A pesar de tener un acuerdo de vinculación hasta 2009, el verano de 2004 Luis del Olmo rompe con Onda Cero y ficha Punto Radio, incorporando a la cadena del grupo de Vocento las emisoras de Onda Rambla, cuyo nombre oficial a partir del 18 de octubre de 2004 pasa a ser Onda Rambla-Punto Radio. Al igual que en la etapa anterior, las emisoras de Onda Rambla emiten parte de la programación de Punto Radio, incluyendo el programa Protagonistas, realizado desde los estudios de Barcelona.
- Septiembre 2004 a 24 de octubre de 2011: Punto Radio/Onda Rambla Cataluña y Andorra.
- 24 de octubre de 2011 a marzo de 2013: ABC Punto Radio/Onda Rambla Cataluña y Andorra.

### Onda Rambla-COPE
Desde marzo de 2013 desde el acuerdo de alquiler de ABC Punto Radio a COPE.
Desde marzo de 2013 pasó a ser y llamarse COPE/Onda Rambla - Cataluña y Andorra.

## Emisoras y frecuencias
- Onda Rambla Barcelona: 89.8 FM.
- Onda Rambla Centre 92.2 FM.
- Onda Rambla Costa Brava: 90.1 FM.
- Onda Rambla Gerona: 89.9 FM.
- Onda Rambla Cerdaña: 93.4 FM.
- Onda Rambla Valle de Arán: 99.3 FM.
- Onda Rambla Lérida: 100.2 FM.
- Onda Rambla Mequinensa: 95.5 FM.
- Onda Rambla Pirineus: 98.1 FM
- Onda Rambla Tarragona: 91.0 FM.
- Onda Rambla Tortosa: 98.0 FM.
- Onda Rambla Villanueva y Geltrú: 1485 AM.

Desde marzo de 2013 todas las emisoras Onda Rambla han pasado a conectar las horas que conectaba con Punto Radio Cataluña o ABC punto Radio con COPE Cataluña y Andorra.
Las emisoras Onda Rambla/Punto Radio Cataluña/ABC Punto radio pasan a ser:
- Onda Rambla Barcelona: 89.8 FM: 
  - Rock FM (Barcelona: 89.8 FM) (COPE Barcelona FM por el 102.0)
- Onda Rambla Centre 92.2 FM: 
  - Rock FM Montserrat (Centre 92.2 FM)
- Onda Rambla Costa Brava: 90.1 FM: 
  - COPE/Onda Rambla Costa Brava Cataluña y Andorra (Costa Brava: 90.1 FM)
- Onda Rambla Gerona: 89.9 FM: 
  - COPE/Onda Rambla Gerona Cataluña y Andorra (Gerona: 89.9 FM)
- Onda Rambla La Cerdaña: 93.4 FM: 
  - Sin Emisión en la actualidad
- Onda Rambla Valle de Arán: 99.3 FM: 
  - Europa FM Valle de Arán (Valle de Arán: 99.3 FM)
- Onda Rambla Lérida: 100.2 FM: 
  - Sin Emisión en la actualidad
- Onda Rambla Mequinenza: 95.5 FM: 
  - COPE/Onda Rambla Lérida Cataluña y Andorra (Mequinenza: 95.5 FM)
- Onda Rambla Pirineus: 98.1 FM: 
  - COPE/Onda Rambla Pirineus Cataluña y Andorra (Seo de Urgel: 98.1 FM)
- Onda Rambla Tarragona: 91.0 FM: 
  - COPE/Onda Rambla Tarragona Cataluña y @Andorra (Tarragona: 91.0 FM) (Pirata)
- Onda Rambla Tortosa: 98.0 FM: 
  - COPE/Onda Rambla Reus Cataluña y Andorra (Tortosa: 98.0 FM)
- Onda Rambla Vilanova: 1485 AM: 
  - COPE/Onda Rambla Vilanova Cataluña y Andorra (Villanueva y Geltrú: 1485 AM, 99% AM Provincia de Barcelona) (Misma programación que COPE Radio Miramar: 783 AM)